# Salvinia radula
Salvinia radula là một loài dương xỉ trong họ Salviniaceae. Loài này được Baker mô tả khoa học đầu tiên năm 1886.